# Campeonato Sergipano de Futebol Feminino de 2019
O Campeonato Sergipano de Futebol Feminino de 2019 foi uma competição de futebol feminino organizada pela Federação Sergipana de Futebol. O torneio teve início no dia 15 de dezembro e sua final foi disputada no dia 2 de fevereiro de 2020, quando o Santos Dumont venceu o Estanciano nos pênaltis por 5 a 3 após empate sem gols no tempo normal.

## Regulamento
O campeonato é disputado em três fases.
- Na primeira fase os 8 clubes formaram 2 grupos com 4 equipes cada, e se enfrentaram em turno único, classificando-se os dois primeiros colocados de cada grupo para a 2ª fase (semifinais).
- Nas semifinais, o primeiro colocado de um grupo enfrentou o segundo colocado do outro em jogos de ida e volta, com o líder de cada grupo fazendo a partida de volta como mandante. Se houvesse empate no resultado agregado, a equipe melhor classificada na primeira fase passaria à final.
- A final foi disputada em jogo único. Em caso de empate, o título seria decidido nos pênaltis.

### Critérios de desempate
Estes critérios foram aplicados sucessivamente e pela ordem, em caso de empate em número de pontos ganhos entre 2 ou mais equipes na primeira fase.
1. maior número de vitórias
2. maior saldo de gols
3. maior número de gols pró
4. confronto direto (quando o empate ocorrer entre dois clubes)
5. menor número de cartões vermelhos recebidos
6. menor número de cartões amarelos recebidos
7. sorteio a ser realizado na sede da FSF

## Participantes
| Equipe                                       | Cidade                   | Estádio             | Em 2018        | Títulos (último) |
| -------------------------------------------- | ------------------------ | ------------------- | -------------- | ---------------- |
| Associação Desportivo Clube Real Sergipe     | Aracaju                  | Gerivaldo Garcia    | 2º             | 0                |
| Clube Atlético Rosário Central               | Rosário do Catete        | Rezendão            | 8º             | 0                |
| Clube Desportivo de Canindé do São Francisco | Canindé de São Francisco | André Moura         | Campeão        | 2 (2018)         |
| Estanciano Esporte Clube                     | Estância                 | Francão             | não participou | 0                |
| Força Jovem Futebol Clube                    | Aracaju                  | Arnaldo Pereira     | 5º             | 0                |
| Grêmio Desportivo Cultural Santos Dumont     | Aracaju                  | Gerivaldo Garcia    | 9º             | 2 (2005)         |
| Sociedade Boca Júnior Futebol Clube          | Carmópolis               | Municipal de Aguada | 3º             | 1 (2016)         |
| Socorro Sport Club                           | Nossa Senhora do Socorro | Lelezão             | não participou | 0                |

## Primeira Fase
| Pos | Equipes          | Pts | J | V | E | D | GP | GC | SG |
| --- | ---------------- | --- | - | - | - | - | -- | -- | -- |
| 1º  | Canindé          | 5   | 3 | 1 | 2 | 0 | 6  | 2  | +3 |
| 2º  | Boca Júnior      | 5   | 3 | 1 | 2 | 0 | 4  | 0  | +3 |
| 3º  | Rosário Central1 | 2   | 3 | 1 | 2 | 0 | 7  | 2  | +5 |
| 4º  | Força Jovem      | 0   | 3 | 0 | 0 | 3 | 0  | 6  | -6 |

| Pos | Equipes       | Pts | J | V | E | D | GP | GC | SG |
| --- | ------------- | --- | - | - | - | - | -- | -- | -- |
| 1º  | Estanciano    | 9   | 3 | 3 | 0 | 0 | 13 | 1  | +9 |
| 2º  | Santos Dumont | 6   | 3 | 2 | 0 | 1 | 4  | 4  | -3 |
| 3º  | Real Sergipe  | 1   | 3 | 0 | 1 | 2 | 2  | 3  | -1 |
| 4º  | Socorro       | 1   | 3 | 0 | 1 | 2 | 3  | 8  | -5 |

### Jogos
1ª rodada
| 15 de dezembro | Real Sergipe | 2 – 2 | Socorro | Gerivaldo Garcia, Aracaju |
| 15:00          |              |       |         |                           |

| 15 de dezembro | Estanciano | 4 – 0 | Santos Dumont | Francão, Estância |
| 15:00          |            |       |               |                   |

| 15 de janeiro | Canindé | 2 – 2 | Rosário Central | Andrezão, Canindé de São Francisco |
| 15:00         |         |       |                 |                                    |

| 15 de janeiro | Boca Júnior | 3 – 0 | Força Jovem | Fernando França, Carmópolis |
| 15:00         |             |       |             |                             |

2ª rodada
| 18 de janeiro | Rosário Central | 0 – 0 | Boca Júnior | Rezendão, Rosário do Catete |
| 15:30         |                 |       |             |                             |

| 18 de janeiro | Força Jovem | 0 – 3 | Canindé | Arnaldo Pereira, São Domingos |
| 15:30         |             |       |         |                               |

| 18 de janeiro | Socorro | 1 – 6 | Estanciano | Lelezão, Nossa Senhora do Socorro |
| 10:00         |         |       |            |                                   |

| 18 de janeiro | Santos Dumont | 1 – 0 | Real Sergipe | Municipal de Aguada, Carmópolis |
| 15:30         |               |       |              |                                 |

3ª rodada
| 22 de janeiro | Boca Júnior | 1 – 1 | Canindé | Fernando França, Carmópolis |
| 15:30         |             |       |         |                             |

| 22 de janeiro | Força Jovem | 0 – 5 | Rosário Central | Arnaldo Pereira, São Domingos |
| 15:30         |             |       |                 |                               |

| 22 de janeiro | Estanciano | 3 – 0 | Real Sergipe | Francão, Estância |
| 15:30         |            |       |              |                   |

| 22 de janeiro | Santos Dumont | 3 – 0 | Socorro | Municipal de Aguada, Carmópolis |
| 15:30         |               |       |         |                                 |

## Fase Final
|  | Semifinais    | Semifinais | Semifinais | Semifinais |   |               | Final | Final |
|  |               |            |            |            |   |               |       |       |
|  | Canindé       | 0          | 2          | 2          |   |               |       |       |
|  | Santos Dumont | 1          | 3          | 4          |   |               |       |       |
|  | Santos Dumont | 1          | 3          | 4          |   | Santos Dumont | 0 (5) |       |
|  |               |            |            |            |   | Santos Dumont | 0 (5) |       |
|  |               | Estanciano | 0 (3)      |            |   |               |       |       |
|  | Estanciano1   | Estanciano | 0 (3)      | 0          | 0 | 0             |       |       |
|  | Estanciano1   |            |            | 0          | 0 | 0             |       |       |
|  | Boca Júnior   | 0          | 0          | 0          |   |               |       |       |

1O Estanciano se classificou pois teve melhor campanha na primeira fase.

### Semifinais
Jogos de ida
| 29 de janeiro | Boca Júnior | 0 – 0 | Estanciano | Fernando França, Carmópolis |
| 15:30         |             |       |            |                             |

| 29 de janeiro | Santos Dumont | 1 – 0 | Canindé | Municipal de Aguada, Carmópolis |
| 15:30         |               |       |         |                                 |

Jogos de volta
| 31 de janeiro | Estanciano | 0 – 0 | Boca Júnior | Francão, Estância |
| 15:30         |            |       |             |                   |

| 31 de janeiro | Canindé | 2 – 3 | Santos Dumont | Andrezão, Canindé de São Francisco |
| 15:30         |         |       |               |                                    |

### Final
| 2 de fevereiro | Santos Dumont | 0 – 0 | Estanciano | João Hora de Oliveira, Aracaju |
| 15:00          |               |       |            |                                |

|  |       | Penalidades |
|  | 5 – 3 |             |

## Premiação
| Campeonato Sergipano Feminino de 2019 |
| Aracaju                               |
| ------------------------------------- |
| Santos Dumont Campeão (3.º título)    |

## Classificação Geral
1 O Rosário Central perdeu 3 pontos por uso de jogadora irregular no jogo contra o Canindé.